# Çınardere (Pendik)
Çınardere est un quartier du district de Pendik de la métropole d'Istanbul.